# تلمبه تهرودی‌ها
تلمبه تهرودی‌ها یک منطقهٔ مسکونی در ایران است که در دهستان راین واقع شده‌است.